# Akanthepsilonema helleouetae
Akanthepsilonema helleouetae is een rondwormensoort uit de familie van de Epsilonematidae. De wetenschappelijke naam van de soort is voor het eerst geldig gepubliceerd in 1991 door Gourbault & Decraemer.